# Octavio Betancourt Arango
Octavio Betancourt Arango (* 4. Januar 1928 in Abejorral; † 18. Juni 2017 in Medellín) war ein kolumbianischer Geistlicher und römisch-katholischer Bischof von Garzón.

## Leben
Octavio Betancourt Arango empfing am 1. November 1951 die Priesterweihe.
Papst Paul VI. ernannte ihn am 23. November 1970 zum Weihbischof in Medellín und Titularbischof von Germania in Dacia. Der Erzbischof von Medellín, Tulio Botero Salazar CM, spendete ihm am 2. Februar des nächsten Jahres die Bischofsweihe; Mitkonsekratoren waren Aníbal Muñoz Duque, Koadjutorerzbischof von Bogotá, und Arturo Duque Villegas, Erzbischof von Manizales.
Am 10. November 1975 wurde er zum Bischof von Garzón ernannt. Am 26. April 1977 nahm Paul VI. sein vorzeitiges Rücktrittsgesuch an.